# Villers-Écalles
Villers-Écalles é uma comuna francesa na região administrativa da Normandia, no departamento Seine-Maritime. Estende-se por uma área de 7,4 km². Em 2010 a comuna tinha 1 788 habitantes (densidade: 241,6 hab./km²).